# Небојша Павковић
Небојша Павковић (Сењски Рудник, код Деспотовца, 10. април 1946) пензионисани је генерал-пуковник Војске Југославије. У периоду од 2000. до 2002. године обављао је дужност начелника Генералштаба Војске Југославије, а током рата на Косову и Метохији 1999. године обављао је дужност команданта Треће армије Војске Југославије. Хашки трибунал га је 2009. године осудио на 22 године затвора.

## Биографија
Рођен је у Сењском Руднику 10. априла 1946. године. Учитељску школу завршио је 1966. године у Алексинцу. Високе војне школе завршио је у Београду са одличним успехом: Војну академију Копнене војске 1970, Командно-штабну академију Копнене војске 1982. и Командно-штабну школу оператике 1988. године (први у рангу са средњом оценом 10,00).
Прве командирске дужности обављао је у Пешадијској школи резервних официра у Билећи (Босна и Херцеговина), где је био и референт за студије и унапређење наставе. Командир пешадијског батаљона био је у Десетој пешадијској бригади, да би у Шеснаестом пролетерском пешадијском пуку био најпре начелник Штаба, а потом и командант. Командант Шеснаесте моторизоване бригаде био је од 1988. до 1989. године, када је премештен у Кабинет савезног секретара (касније министра) за народну одбрану, где је до 1993. године био начелник одељења, заменик начелника и начелник Кабинета. Начелник Катедре оператике био је у Школи националне одбране до 1994. године, од када је у Приштинском корпусу обављао више дужности: био је начелник Одељења за оперативне послове и обуку, начелник штаба и командант корпуса. Командант Треће армије био је од децембра 1998. године до фебруара 2000. године.
Небојша Павковић је основао странку Народни блок и био кандидат на изборима за председника Србије 2002. године (освојио је 75.662 гласа). Сликарством се бави од 1961. године а од 1963. године добијао је и признања за своје сликарске радове. До сада је излагао на више од 30 изложби (17 самосталних).

### Унапређења
Пет пута је ванредно и превремено унапређиван и пет пута је јединица којом је командовао проглашавана за најбољу у својим саставима. Оцењиван је највишим службеним оценама.
Био је командант Приштинског корпуса током разбијања сепаратистичке побуне на Косову и Метохији 1998. године и као командант Треће армије у току одбране од агресије НАТО-а 1999. године.
У чин генерал-мајора унапређен је 1996. године, генерал-потпуковника ванредно 1998. и генерал-пуковника 1999. године. За начелника Генералштаба Војске Југославије постављен је у фебруару 2000. године. На тој позицији остао је и поред бројних захтева за смену и након промена 5. октобра 2000, а смењен је указом тадашњег Председника СРЈ Војислава Коштунице 24. јуна 2002. Генерал Павковић је одлуку о смени првобитно одбио, улажући жалбу Уставном суду СРЈ и другим институцијама, а затим изјавио да је смењен зато што је у јуну 2001. одбио Коштуничино наређење да Војска упадне у Биро за комуникације Владе Републике Србије, одакле је, како је овај тврдио, био прислушкиван. (Анкетни одбор Народне скупштине Србије касније је дошао до закључка да таквог прислушкивања није било, те да су Коштуница и његови саветници овим наређењем прекршили Устав.)

### Контроверзе
Павковић је био и под сумњом да је био посредно учествовао у покушају атентата на Вука Драшковића у Будви 15. јуна 2000, због чега је био и у притвору током акције „Сабља“ у пролеће 2003. године.
Био је изузетно близак власти Слободана Милошевића, за којег је изјављивао да је „најмудрији, најчаснији, најбољи државник у историји Србије“. Тадашњем председнику поклонио је пиштољ са угравираним његовим ликом, а предложио је и да му се додели орден од 800 грама злата.
Након промена 2000. године постао је пријатељ личности на другој страни, попут Љубише Бухе Чумета и Драгољуба Марковића. Небојша Павковић био је и предмет контроверзи око услова под којима је стекао своје бројне некретнине, међу којима и два стана и вилу у Београду, укупно 2400 квадрата (приписивани су му и бројни други станови и куће).

### Хашки трибунал
Пред Међународним трибуналом за ратне злочине у бившој Југославији у Хагу (Холандија) оптужен је за злочине против човечности (по четири тачке, за депортацију, присилно пресељавање, убијање, и прогон) и кршење закона и обичаја ратовања (за убијање) током сукоба на Космету 1999. Оптужница је званично саопштена октобра 2003. године. Након неколико година оштрог одбијања, Небојша Павковић се предао Трибуналу 25. априла 2005. године.
Павковића је Хашки трибунал фебруара 2009. године осудио на 22 године затвора.

### Приватни живот
Генерал Небојша Павковић се женио и разводио четири пута. Његов трећи брак са естрадном уметницом Глоријом Марковић (бившом снајом Мире Марковић), раскинут је споразумно 20. јуна 2003. Из првог брака има ћерку Душицу и сина Дарка. Из другог брака има ћерку Марију, као и сина Вука из трећег брака. Са четвртом супругом има ћерку Лепосаву и сина Небојшу. Године 1996, добио је и унука Ђорђа. Тужбу за развод четвртог брака од супруге Маје поднео је августа 2012.

## Одликовања
Одликован је бројним одликовањима, међу којима и:
- Орден слободе
- Орден југословенске заставе првог степена
- Орден за храброст
- Орден за војне заслуге са златним мачевима
- Орден заслуга за народ са сребрном звездом
- Орден народне армије са сребрном звездом
- Орден српског ратника

## Дела
- На медијском фронту : интервјуи са генерал-пуковником Небојшом Павковићем, 2000.[3]
- Мирис барута и смрти на Косову и Метохији 1998. године : најважнији догађаји из дневника команданта Приштинског корпуса, генерал-потпуковника Небојше Павковића, 2015.[4]
- Трећа армија седамдесет осам дана у загрљају "Милосрдног анђела" : ратни дневник команданта Треће армије Војске Југославије, 2017.[5]
- Трећа армија седамдесет осам дана у загрљају "Милосрдног анђела" : ратни дневник команданта Треће армије Војске Југославије. 2, 2017.[6]
- Генерал Небојша Павковић: сведочења из Финске, 2019.[7]
- Кошаре и Паштрик : српски Термопили, 2020.[8]